# Platerówka (gemeente)
De gemeente Platerówka is een landgemeente in het Poolse woiwodschap Neder-Silezië, in powiat Lubański.
De zetel van de gemeente is in Platerówka.
Op 30 juni 2004 telde de gemeente 1739 inwoners.

## Oppervlakte gegevens
In 2002 bedroeg de totale oppervlakte van gemeente Platerówka 47,94 km², waarvan:
- agrarisch gebied: 55%
- bossen: 36%

De gemeente beslaat 11,2% van de totale oppervlakte van de powiat.

## Demografie
Stand op 30 juni 2004:
| Omschrijving                   | Totaal | Totaal | Vrouwen | Vrouwen | Mannen | Mannen |
| ------------------------------ | ------ | ------ | ------- | ------- | ------ | ------ |
| eenheid                        | aantal | %      | aantal  | %       | aantal | %      |
| inwoners                       | 1739   | 100    | 881     | 50,7    | 858    | 49,3   |
| bevolkingsdichtheid (inw./km²) | 36,3   | 36,3   | 18,4    | 18,4    | 17,9   | 17,9   |

In 2002 bedroeg het gemiddelde inkomen per inwoner 1508,16 zł.

## Administratieve plaatsen (sołectwo)
Platerówka, Włosień, Zalipie.
Zonder de status sołectwo : Przylasek.

## Aangrenzende gemeenten
Leśna, Lubań, m. Lubań, Siekierczyn, Sulików. De gemeente grenst aan Tsjechië.